# 奥霍斯-阿尔沃斯
奥霍斯-阿尔沃斯，是西班牙卡斯蒂利亚-莱昂阿维拉省的一个市镇。 总面积43km2, 总人口50人（2001年），人口密度1人/km2。